# Strada provinciale 138 della Borcola
La strada provinciale 138 della Borcola (SP 138) è una strada provinciale italiana della provincia autonoma di Trento. La strada percorre l'omonimo passo, ovvero un valico alpino che mette in comunicazione le province di Trento e Vicenza.
La strada è lunga 9,95 chilometri e collega la Val Terragnolo con la Val Posina.

## Percorso

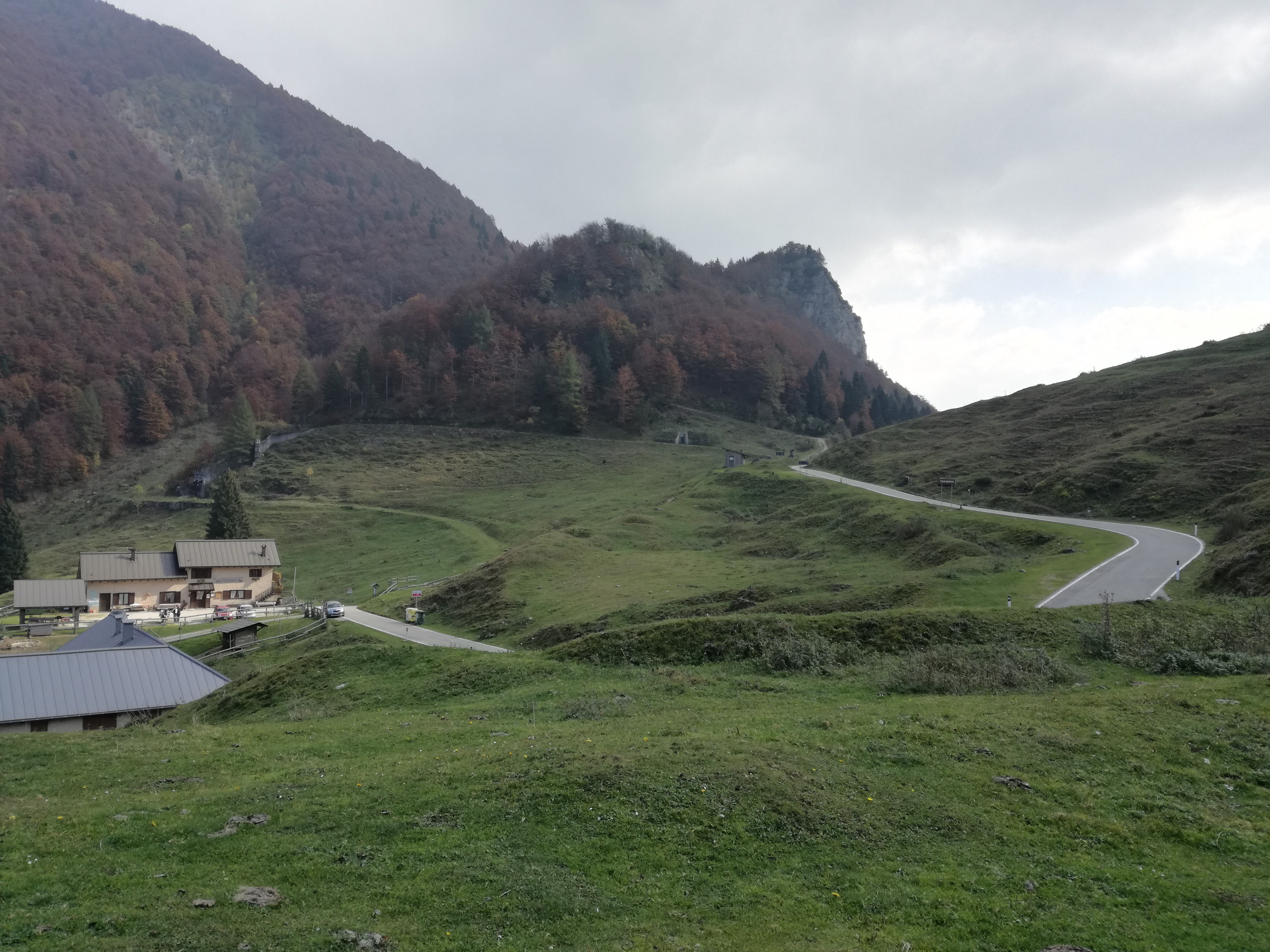
La SP 138 alla località Malga Borcola

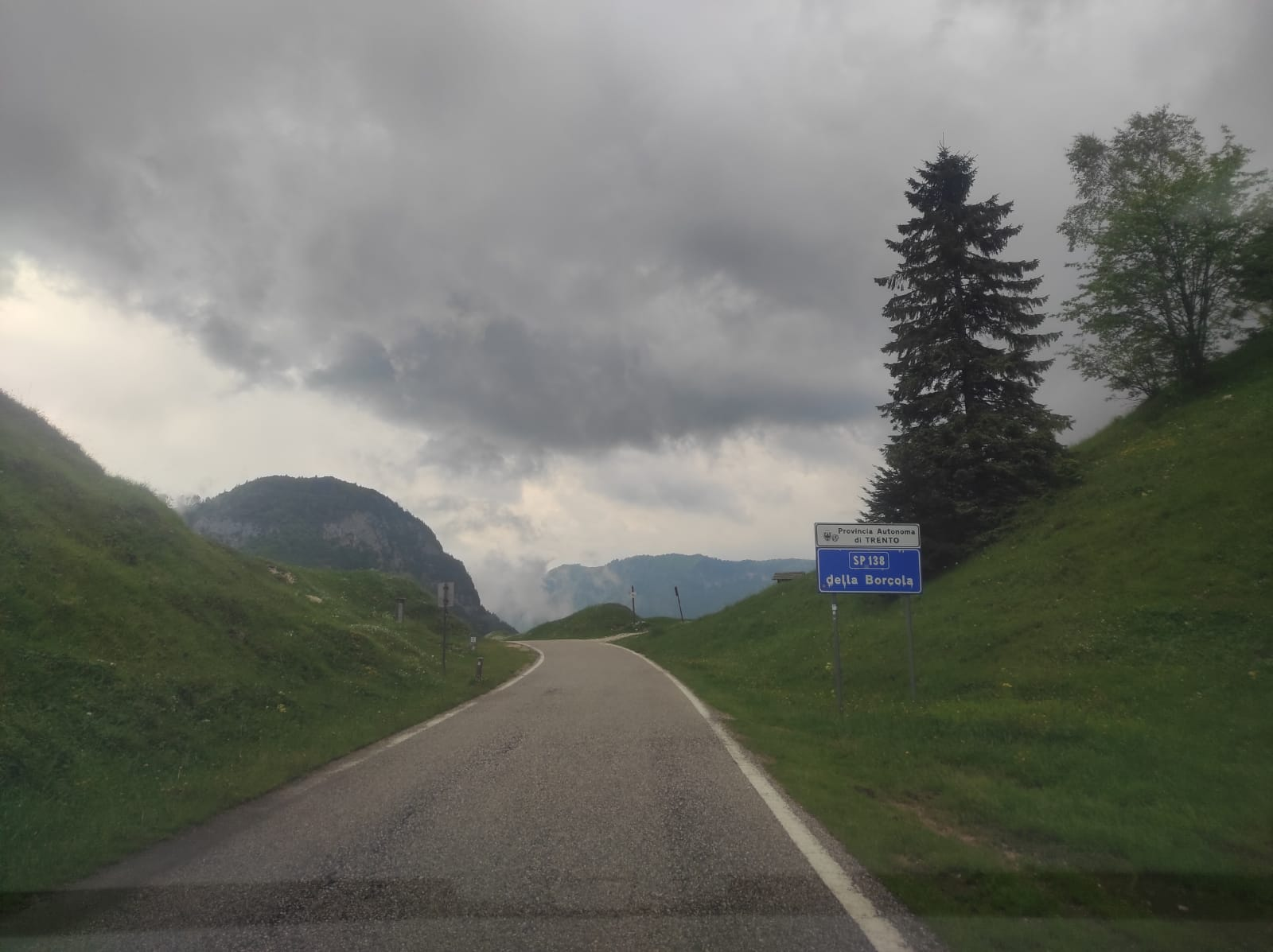
Passo della Borcola - cartello inizio SP138

La strada inizia nella frazione di Piazza nel comune di Terragnolo staccandosi dalla SP 2 Rovereto - Folgaria, per poi procedere in direzione sud-est nella Val Terragnolo.
Nel tratto fra Piazza e il passo la strada procede con una pendenza media del 4,8% e resta nei confini comunali di Terragnolo, incontrando quindi solo piccole frazioni e borghi di quest'ultimo tra cui: Camperi, Stedileri, Baisi, Zoreri, Soldati, Incapo, Campi e Malga Borcola.
A pochi metri dall'ultima località si trova il valico del Passo della Borcola con il conseguente confine con il Veneto, dove la strada continuerà il suo percorso nella Val Posina in provincia di Vicenza con il nome di strada provinciale 81 Valposina, entrando nei territori comunali di Posina.

## Storia
Un tempo la strada era una vecchia mulattiera che collegava Rovereto con il passo della Borcola dove transitò nel 1701 il Principe Eugenio di Savoia con parte del suo esercito durante la Guerra di successione spagnola per scendere verso la pianura veneta.
Fu costruita successivamente durante la Grande Guerra nel 1916 dall'esercito austro-ungarico e prigionieri russi per esigenze belliche.
In poco tempo l'avanzare degli austriaci (fino ad Arsiero in provincia di Vicenza) costrinse gli italiani a retrocedere verso la sommità del massiccio del Pasubio. Da quel momento la Costa della Borcola passò in possesso austriaco e lì fu organizzata la prima linea imperiale sul versante est dei combattimenti del Pasubio.

## Autobus
Nel tratto di strada tra la località Piazza e quella di Incapo è previsto un servizio di trasporto pubblico extraurbano regolare da parte dell'azienda Trentino Trasporti composto dalla linea B315.

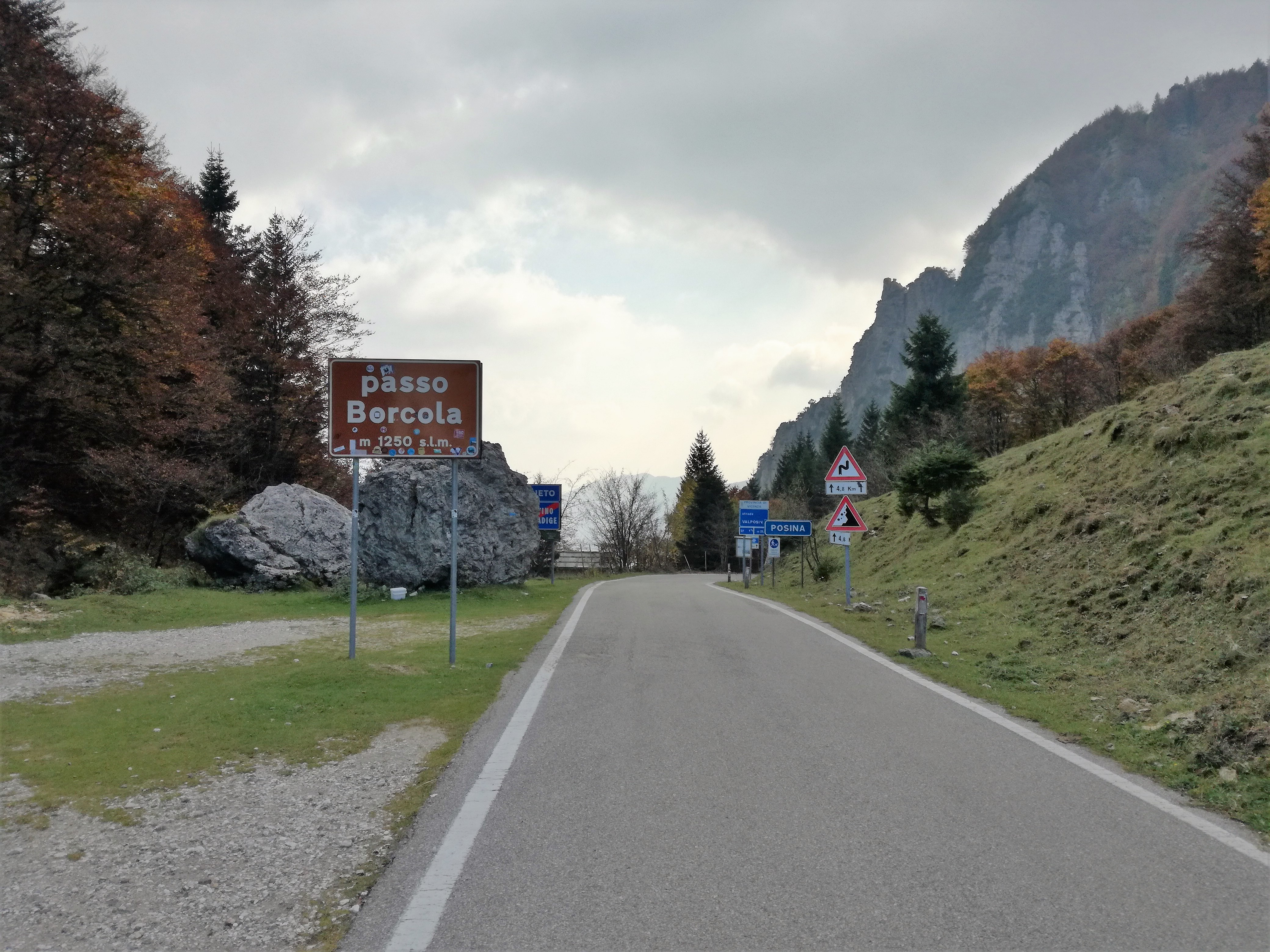
La fine della SP138 al confine col Veneto al Passo della Borcola

## Pericolosità della strada
La strada è molto frequentata soprattutto da ciclisti ed escursionisti e per questo motivo su questa strada la provincia di Trento ha deciso di installare dei cartelli speciali per avvisare gli automobilisti di "rispettare il ciclista" mantenendo quindi una distanza di sicurezza ragionevole ed evitare manovre pericolose.
Inoltre durante il periodo invernale la strada viene spesso chiusa al traffico in entrambe le direzioni data la pericolosità della neve. La provincia di Trento dichiara chiusa la strada nel tratto compreso tra il km 4,350 (località Incapo di Terragnolo) e il km 9,910 (Passo della Borcola) con il seguente motivo:
- Premesso che il transito nel tronco compreso fra i km 4,350 (loc. Incapo) e 9,910 (P.sso Borcola) circa della S.P. 138 della Borcola è estremamente limitato nella stagione invernale;
- Constatato che pertanto non sono giustificate le spese e gli oneri che l’Amministrazione Provinciale dovrebbe sostenere per la manutenzione invernale di detta strada;
- Visti i problemi che la strada provinciale presenta, durante la stagione invernale, in particolare dovuti alla possibile caduta di massi e/o detriti e/o frane e/o piante e/o alla formazione di ghiaccio e/o nebbia e/o frequenti slavine e/o forti raffiche di vento che trasportano la neve in strada;
- Considerato opportuno, al fine di salvaguardare la pubblica incolumità e per esigenze di carattere tecnico disporre la chiusura temporanea al traffico, come indicato in oggetto;
- Considerato inoltre che, in caso di nevicata e/o caduta di massi e/o detriti e/o frane e/o piante e/ o alla formazione di ghiaccio e/o nebbia e/o frequenti slavine e/o forti raffiche di vento prima del 15/11/2021 e dopo il 15/04/2022, lo scrivente Servizio si riserva di chiudere la strada al fine di salvaguardare la pubblica sicurezza. [5]